# Бирюкова, Елена Валерьевна
Еле́на Вале́рьевна Бирюко́ва (бел. Алена Валер’еўна Бірукова; род. 7 ноября 1970, Минск, Белорусская ССР, СССР) — российская актриса театра и кино. Известность получила, сыграв в телевизионном сериале «Саша+Маша» в 2003 году на телеканале «ТНТ».

## Биография
Родилась в семье служащих. Отец — Валерий Антонович, инженер. Мать — Ирина Алексеевна, инженер. Сестра — Анна, начальник отдела кадров.
В 1996 году окончила РАТИ (мастерскую Л. Хейфеца).
До 2003 года работала в Московском академическом театре имени Вл. Маяковского.
В 2003—2005 годах вместе с Георгием Дроновым снялась в популярном телевизионном сериале «Саша+Маша».
С января 2004 года — актриса кино и антрепризы.
Снимается в рекламе.

## Личная жизнь
- Проживала вместе с Александром Романовским, рок-музыкантом из группы «Дети лейтенанта Шмидта» (Минск).
- Проживала вместе с Алексеем Литвином, театральным режиссёром. Дочь — Александра Клоц[2] (род. 1998, взяла фамилию деда).
- Муж — Илья Хорошилов, бизнесмен (вместе с 2009 года, поженились 27 августа 2019 года). Дочь — Аглая (род. 2012).

## Творчество

### Роли в театре

#### Театр имени Маяковского
- «Ящерица», А. Володин — Ящерица.
- «Как вам это полюбится», Шекспир — Розалинда.
- «Приключения Буратино», А. Толстой — лиса Алиса.
- «Входит свободный человек», Т. Стоппард — Флоранс.

#### Независимый театральный проект
- 2004 — «Боинг-Боинг»[3] по пьесе Марка Камолетти — Мэри / Мишель
- 2008 — «Театр по правилам и без» М. Фрейн — Вики / Брук.
- 2010 — «Девочки из календаря[англ.]»[4] по пьесе Тима Фёрта[англ.] — Бренда Халс / леди Крэйвеншир / Элен / Силия.

#### Арт-Партнёр XXI
- «Клинический случай», Р. Куни — Джейн / Розмари.
- «Блэз», К. Манье — Женевьева.

### ТА «Актёр» / ВИП-Театр
- «Однажды в Нью-Йорке, или Звезда Бродвея», В. Жарков — Сара Байрон.
- «Астрономия страсти (Безымянная звезда)», М. Себастьян — мадемуазель Куку / Мона.
- «Мужчины по вызову», И. Михеечева — Света.
- «Очаровательный рогоносцы», С. Куница — Джуди Джеймсон.
- «Неугомонная авантюристка», Ж. Даниэль — Клара.
- «Роковая женщина», А. Николаи — Ева.
- «Курица (Большие интриги маленького театра)», Н. Коляда — Диана.

### Другие
- «Не будите спящего любовника», С. Ульев — Лариса.
- «Другие (ТриАда, За закрытыми дверями)», Ж.-П. Сартр — Инес Серано / Эстель Риго.
- «Однажды знойной ночью», М. Митрович — Лючия.
- «Декамерон», Д. Боккаччо — Амброджиа / жена горожанина.
- «Жених с того света», К. Гольдони — Беатриче.
- «Воспитание Риты», У. Рассел — Рита.
- «Дело в шляпе», Э. де Филиппо — Бьянка / Беттина.
- «Свадебная кадриль», М. Зощенко — невеста.
- «Женщина, которая строит лестницу в небо» — сольный концерт-спектакль.
- «Битва с экстрасенсом», О. Непахарева — Лида / мама.
- «Мужчины по графику», К. Берг — Анна.

### Фильмография
- 2001 — Жёлтый карлик — Ира (подруга Вики)
- 2003 — 2005 — Саша+Маша — Маша
- 2005 — 2006 — Дедушка моей мечты — мама (Елена Шевченко)
- 2007 — Идеальная жена — Вика / Виктория / Вита / Викуся / Виктория Ветрова
- 2007 — Счастливы вместе — камео
- 2008 — Пятница. 12 — жена инспектора
- 2008 — Вторжение — Людмила Брусникина
- 2008 — Дядя из Чикаго (короткометражка) — Таня
- 2010 — Любовь на сене — Шура
- 2010 — Ералаш (выпуск № 248, сюжет «На разных языках»)[5] — мама Андрея
- 2011 — Универ — Лариса Сергеева, мама Саши
- 2011 — Салями — Люся Стрекалова (Стрекоза)
- 2011 — БАгИ — директриса
- 2012 — Военный госпиталь — Маргарита, медсестра
- 2012 — Кладоискатели — ведущая телешоу
- 2012 — Каждый за себя — Наталья Гремина
- 2013 — Супер Макс — мама (Татьяна Алексеевна Жданова)
- 2014 — Деревенщина — Зоя, мать Лиды
- 2014 — Барс и Лялька — Татьяна Александровна, хозяйка квартиры
- 2016 — Синхронистки — мама Ольги
- 2016 — Секретарша — Алла Бауэр
- 2018 — Понаехали — Марина
- 2019 — Волшебное слово — Лазарева
- 2020 — Смотри как я — Замдир
- 2020 — Первый снег — Жанна
- 2020 — Некрасивая — Зоя
- 2021 — Начать сначала — Елена Сергеевна
- 2021 — Укрощение свекрови. Продолжение — Лиля Громова
- 2022 — Девушки с Макаровым (второй сезон) — жена полковника Саламатина
- 2023 — Тёща — любовница Романа
- 2024 — Костя — Вера — Лада Юрьевна, учительница Люси (четырнадцатая cерия)

#### Скетч-шоу
- 2011 — Одна за всех — модница Катюша

#### Телепроекты
- август-декабрь 2007 года — Танцы на льду: Бархатный сезон — в паре с двукратным Олимпийским чемпионом по фигурному катанию Артуром Дмитриевым.